# Генератор Маркса

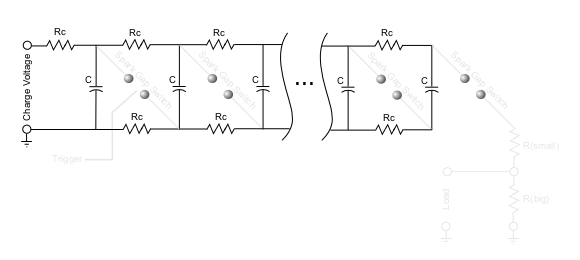
Принципова схема генератора Маркса (стадія заряджання)

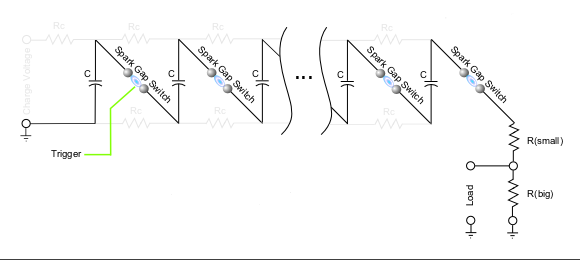
Генератор Маркса на стадії розряду

Генера́тор Ма́ркса (англ. Marx generator) — генератор імпульсної високої напруги, принцип роботи якого ґрунтується на заряджанні електричним струмом з'єднаних паралельно (через резистори) конденсаторів, що сполучаються після зарядки послідовно з використанням різноманітних комутуючих пристроїв (наприклад, газових розрядників або тригатронів). Таким способом вихідна напруга стає більшою пропорційно до кількості сполучених конденсаторів.
Після зарядження конденсаторів запуск генератора зазвичай проводиться із спрацьовування першого розрядника, на рисунку позначеного як trigger (тригер). Після спрацювання тригера перенапруження на розрядниках змушує спрацьовувати усі розрядники практично одночасно, чим і реалізується послідовне сполучення заряджених конденсаторів.
Генератори Маркса дозволяють отримувати імпульсні напруги від десятків кіловольт до десятка мегавольт.
Частота імпульсів, що виробляються генератором Маркса, залежить від потужності генератора в імпульсі і становить від одиниць імпульсів за годину до декількох десятків герц.
Енергія в імпульсі генераторів Маркса широко варіюється (від дециджоулів до десятків мегаджоулів).

## Варіанти конструкцій

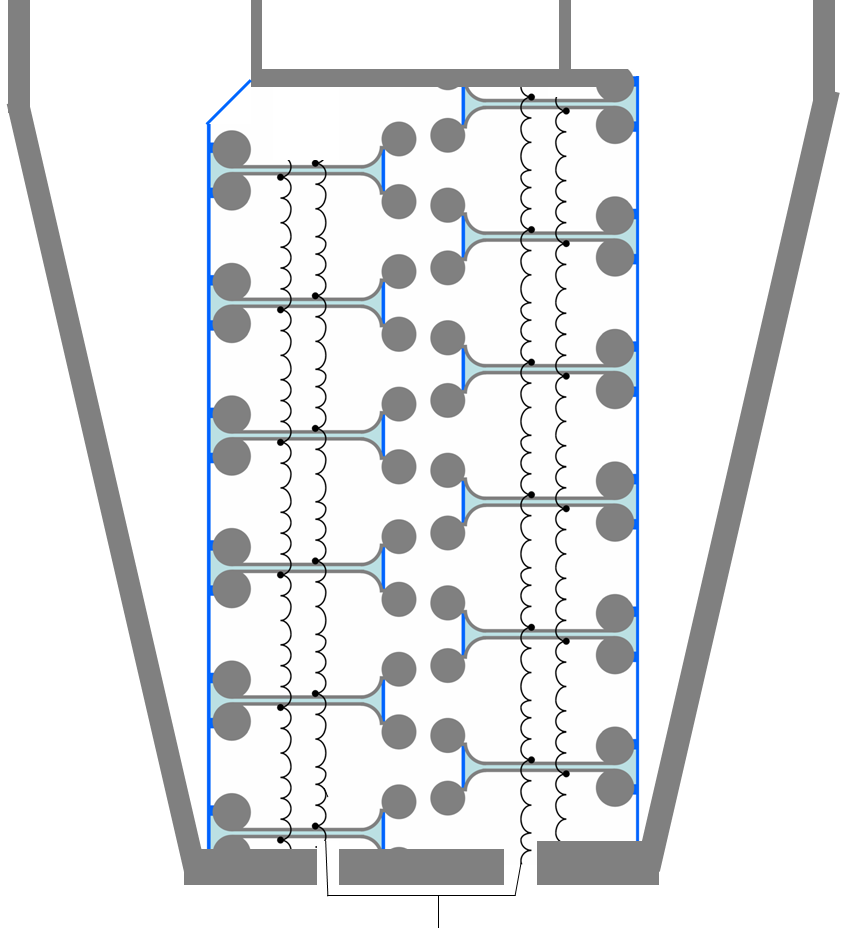
Коаксіальна конструкція генератора Маркса. Є джерелом імпульсів з ~5 нс фронтом.
Блакитні смужки — діелектрик (вода) конденсаторів, обкладки яких сполучені резисторами (виконані із скрученого високоомного дроту). Розрядні проміжки (подвійна лінія куль посередині) розташовані так близько, як це можливо, і самосинхронізуються спалахами УФ-випромінювання. Напруга живлення підводиться знизу, висока напруга знімається з циліндра вгорі

Лабораторні малі генератори Маркса до напруг у 100…200 кіловольт можуть виконуватися з повітряною ізоляцією, потужніші генератори Маркса з вищими робочими імпульсними напругами можуть виконуватися з вакуумною, газовою (газ з високою електричною міцністю під тиском, наприклад елегаз), оливовою ізоляцією, що перешкоджає як безпосереднім паразитним пробоям повітря, так і стіканню зарядів з установки внаслідок коронних розрядів.
У разі виконання генераторів Маркса з вакуумною, газовою чи масляною ізоляцією генератор зазвичай міститься в герметичну вакуумовану або заповнену зазначеними речовинами ємкість. У деяких конструкціях генераторів Маркса застосовують герметизацію конденсаторів і резисторів, але газові розрядники розташовують на повітрі.
Як розрядники застосовують повітряні розрядники (наприклад, з глушниками звуку) на напругу до 100 кВ і струм до 1000 кА, вакуумні розрядники, ігнітрони, імпульсні водневі тиратрони. Тиристори як комутаційні елементи практично не застосовуються у зв'язку з малими значеннями зворотної напруги і труднощами синхронізації їх спрацьовування в разі послідовного сполучення. Всі види розрядників характеризуються тими чи іншими вадами (ерозією електродів, недостатньою швидкодією, незначним терміном служби тощо) або є дорогими, як, наприклад, водневі тиратрони.
З метою зменшення втрат як захисні та розділювальні (зарядні) елементи генератора замість резисторів у деяких випадках застосовують високо добротні електричні дроселі. В окремих конструкціях генераторів роль резисторів виконують рідинні опори (резистори).
На рисунку зображений генератор Маркса (коаксіальна конструкція), який використовує рідинні конденсатори на деіонізованій воді. Така конструкція покращує технологічність конденсатора, зменшує довжину з'єднувальних провідників, а також дозволяє значно зменшити загальний час спрацьовування розрядників завдяки їх опроміненню УФ-випромінюванням.
Основний недолік генератора Маркса полягає в тому, що при рівні зарядної напруги порядку (50…100)·103 В він повинен мати 5…8 ступенів з такою ж кількістю іскрових комутаторів, що пов'язано з погіршенням питомих енергетичних і масо-габаритних параметрів та пониженням ККД. У режимі розряду генератора Маркса втрати складаються із втрат у конденсаторах й іскрових проміжках та опору навантаження, наприклад, каналу розряджання у головному розрядному проміжку. Для зменшення втрат намагаються зменшити опори іскрових комутаторів генераторів імпульсної напруги (ГІН), наприклад, поміщенням їх в електрично міцний газ під тиском, застосовують конденсатори з підвищеною добротністю, оптимізують ініціювання пробою для досягнення мінімальних пробивних градієнтів тощо.

## Застосування
Генератор імпульсів високої напруги Маркса використовується у різноманітному устаткування для наукових досліджень, а також для вирішення різноманітних задач у техніці. У деяких установках генератори Маркса працюють як генератори імпульсного струму (ГІС). У такому обладнанні об'єднують два генератори Маркса в єдину установку, в якій багатоступінчастий ГІН з конденсаторами невеликої загальної ємності забезпечує високий потенціал напруги, необхідний для розвитку розряду основного малоступінчастого ГІС з конденсаторами великої загальної ємності, з порівняно невисоким потенціалом, але великою силою струму у тривалому імпульсі.
Наприклад, генератори Маркса застосовують (історично перше використання) в ядерних і термоядерних дослідженнях для прискорення елементарних часток, створення іонних пучків, створення релятивістських електронних пучків з метою ініціювання термоядерних реакцій.
Генератори Маркса застосовують як потужне джерело накачки квантових генераторів, для досліджень станів плазми, для досліджень імпульсних електромагнітних випромінювань.
У військовій техніці генератори Маркса у комплексі з, наприклад, віркаторами (англ. vircator, VIRtual CAthode oscillaTOR) застосовуються як генератори випромінювання при створенні портативних засобів радіоелектронної боротьби, як електромагнітну зброю, дія якої ґрунтується на ураженні цілей радіочастотним електромагнітним випромінюванням.
У промисловості генератори Маркса поряд з іншими джерелами імпульсних напруг та струмів знайшли застосування в електрогідравлічній обробці матеріалів, дробленні, бурінні, ущільненні ґрунтів та бетонних сумішей.

## Історична довідка
Генератор імпульсів високої напруги винайдений німецьким інженером Ервіном Марксом (нім. Erwin Otto Marx) у 1924 році, виготовлений у 1926 році.
У російськомовній літературі генератор Маркса часто називають генератором Аркадьєва — Маркса або генератором Маркса — Аркадьєва.
Така назва з'явилась у зв'язку з тим, що в 1914 році російський фізик В. К. Аркадьєв виготовив так званий «генератор блискавок», який був першим в Росії імпульсним генератором, що працював на принципі послідовного сполучення конденсаторів з метою досягнення помноження напруги. Цей генератор принципово нагадував роботу генератора Маркса, але на відміну від нього використовував контактно-механічний спосіб сполучення конденсаторів ступенів, а не безконтактний, як в генераторі Маркса.